# Țăgșoru, Bistrița-Năsăud

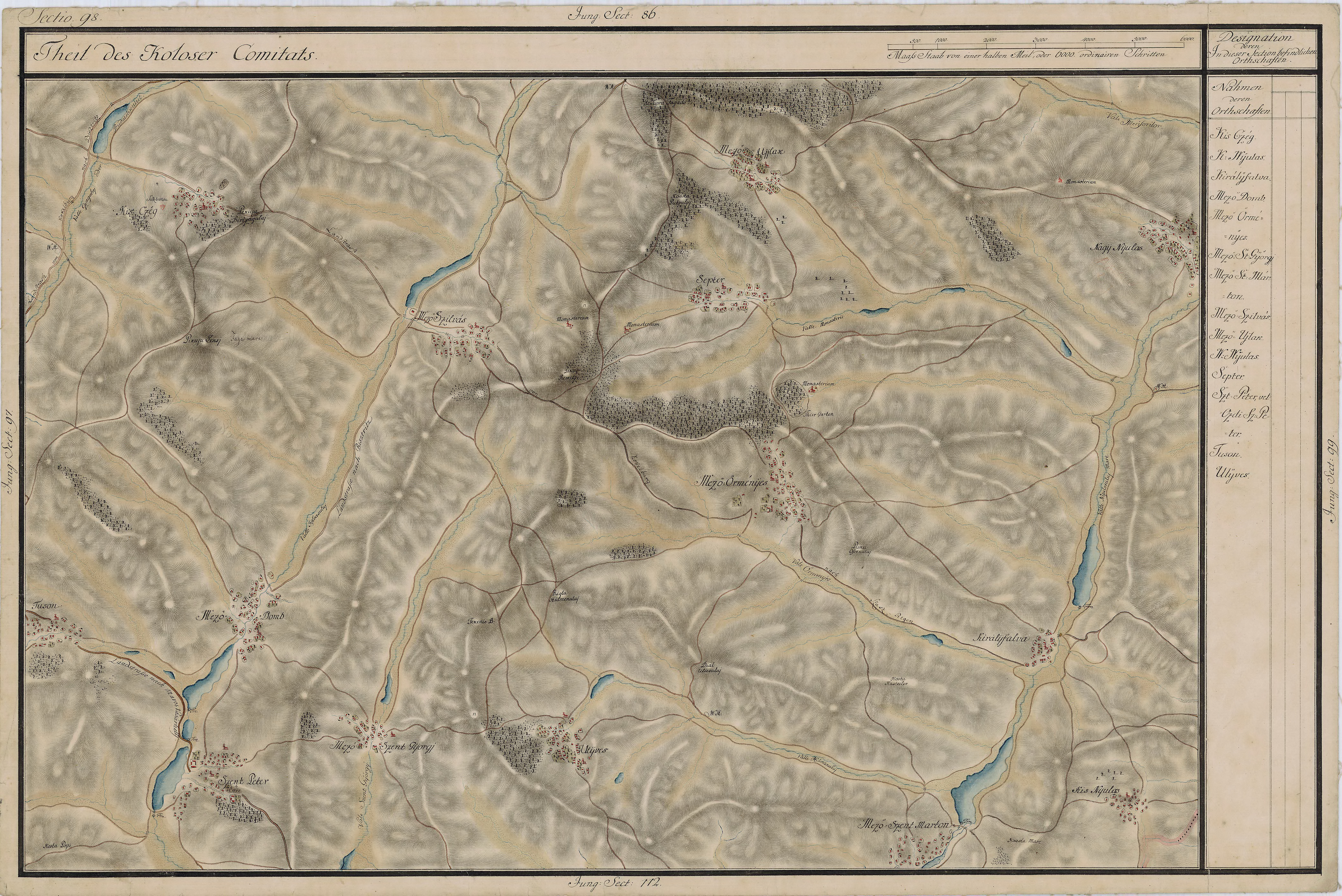
Țăgșoru în Harta Iosefină a Transilvaniei, 1769-73

Țăgșoru este un sat în comuna Budești din județul Bistrița-Năsăud, Transilvania, România.

## Galerie de imagini

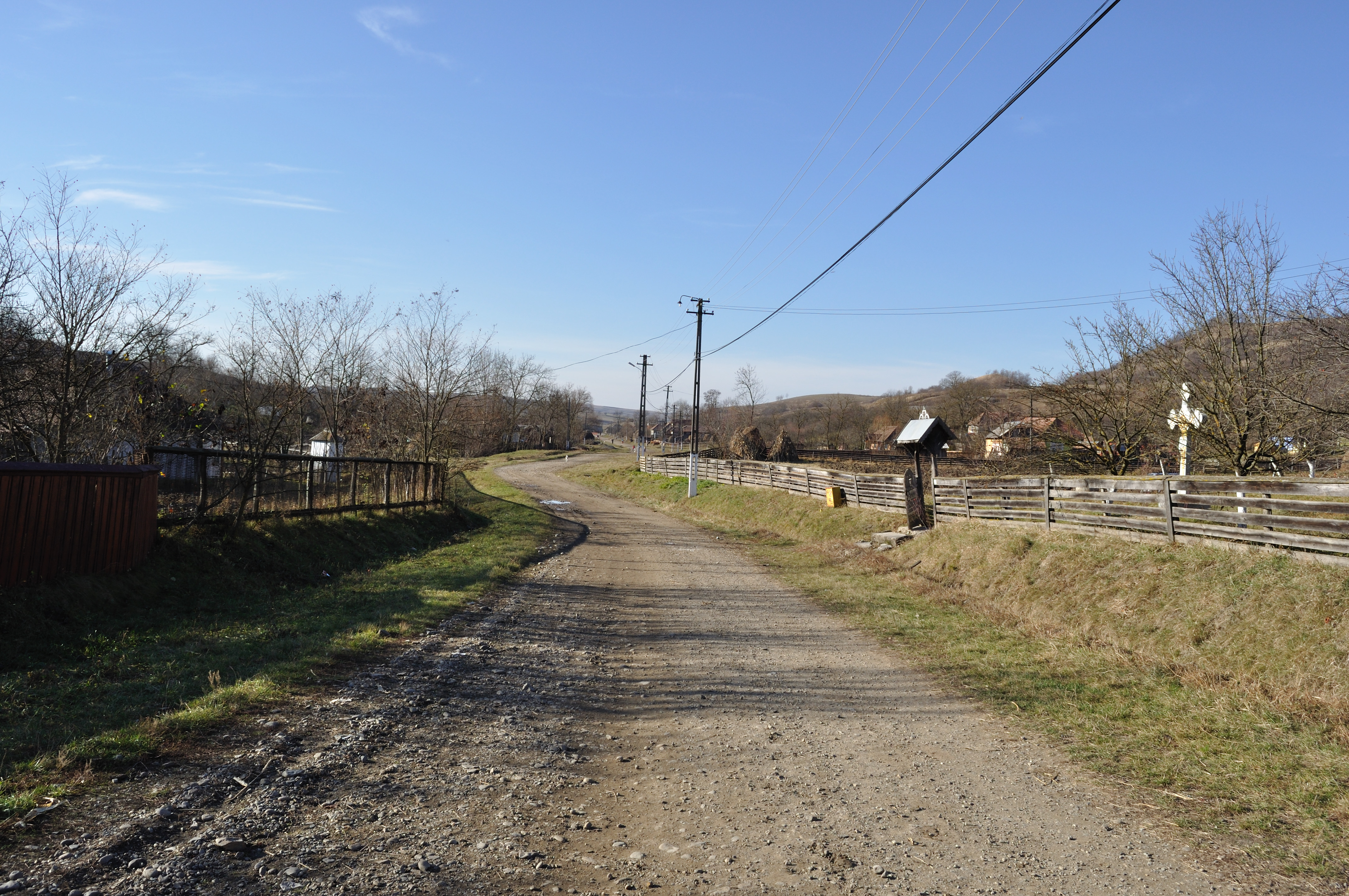
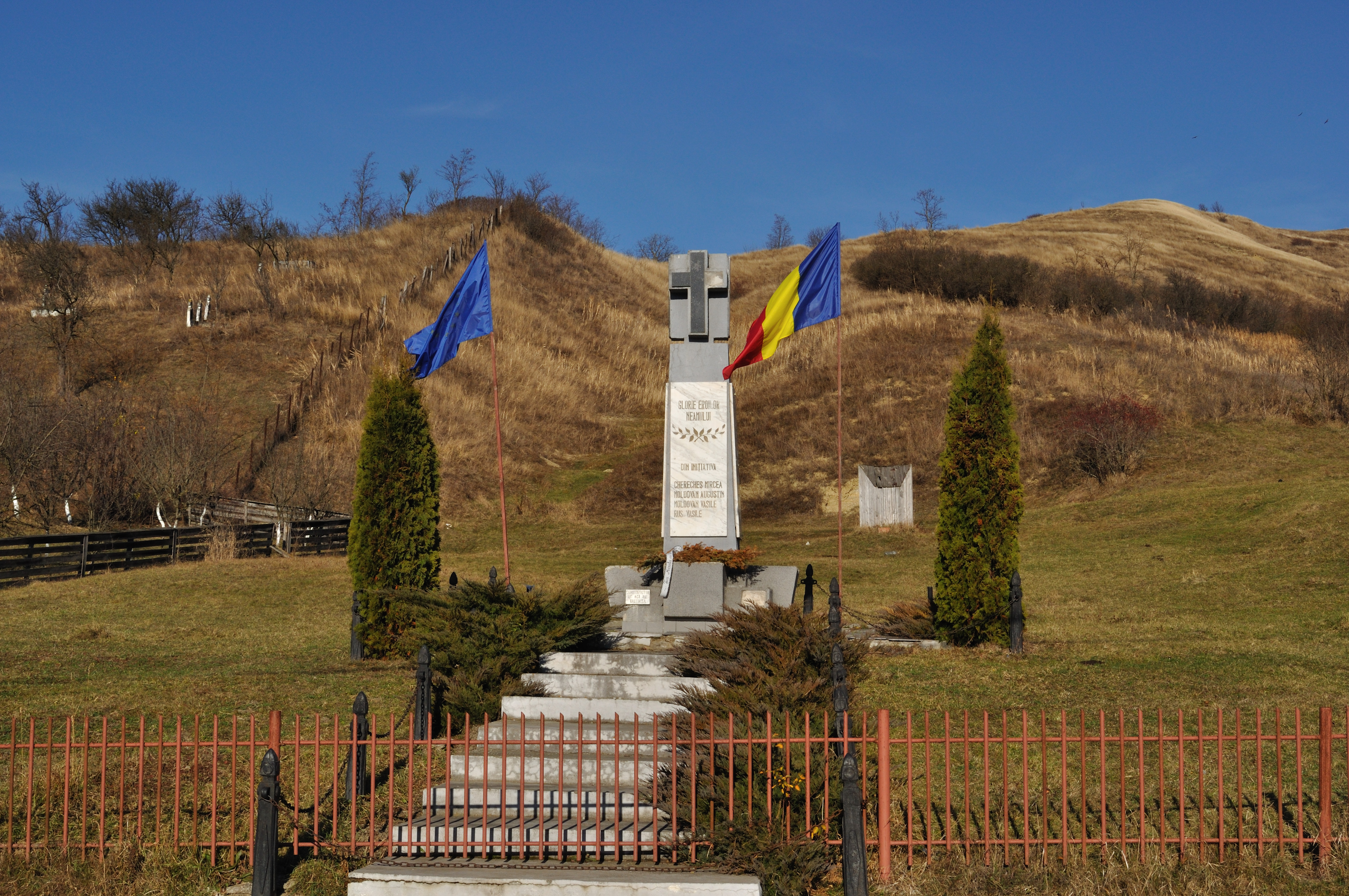
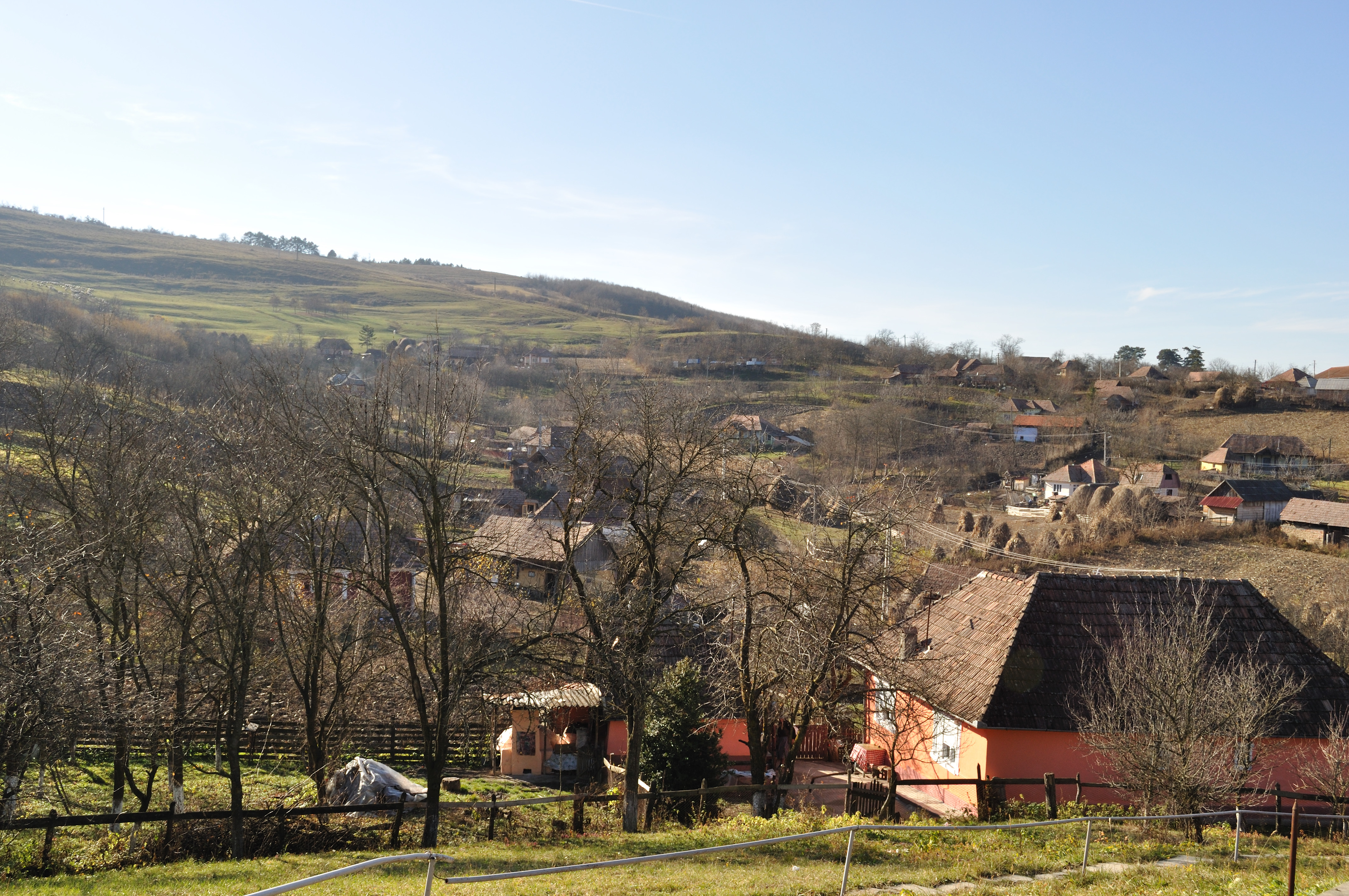
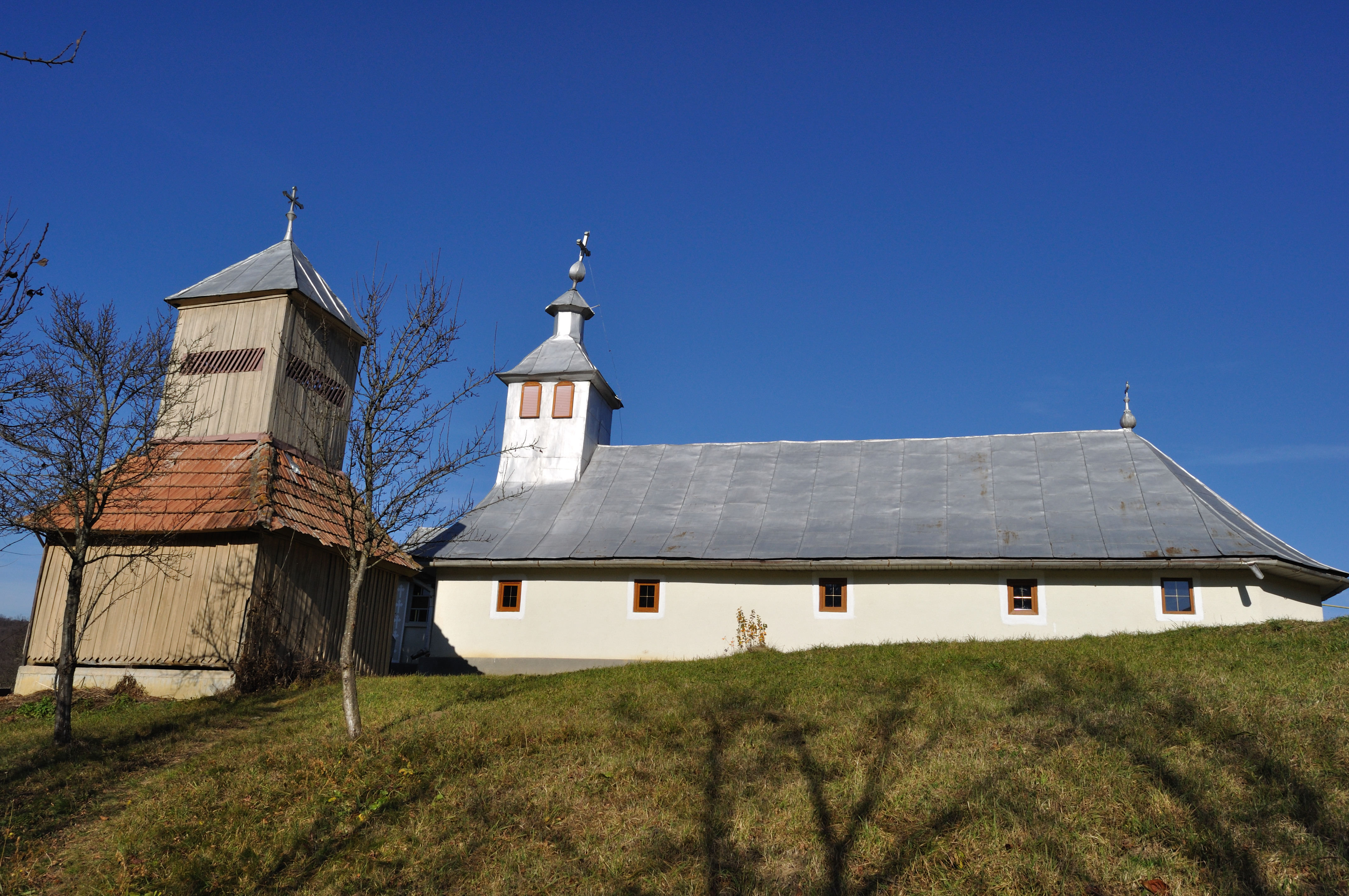
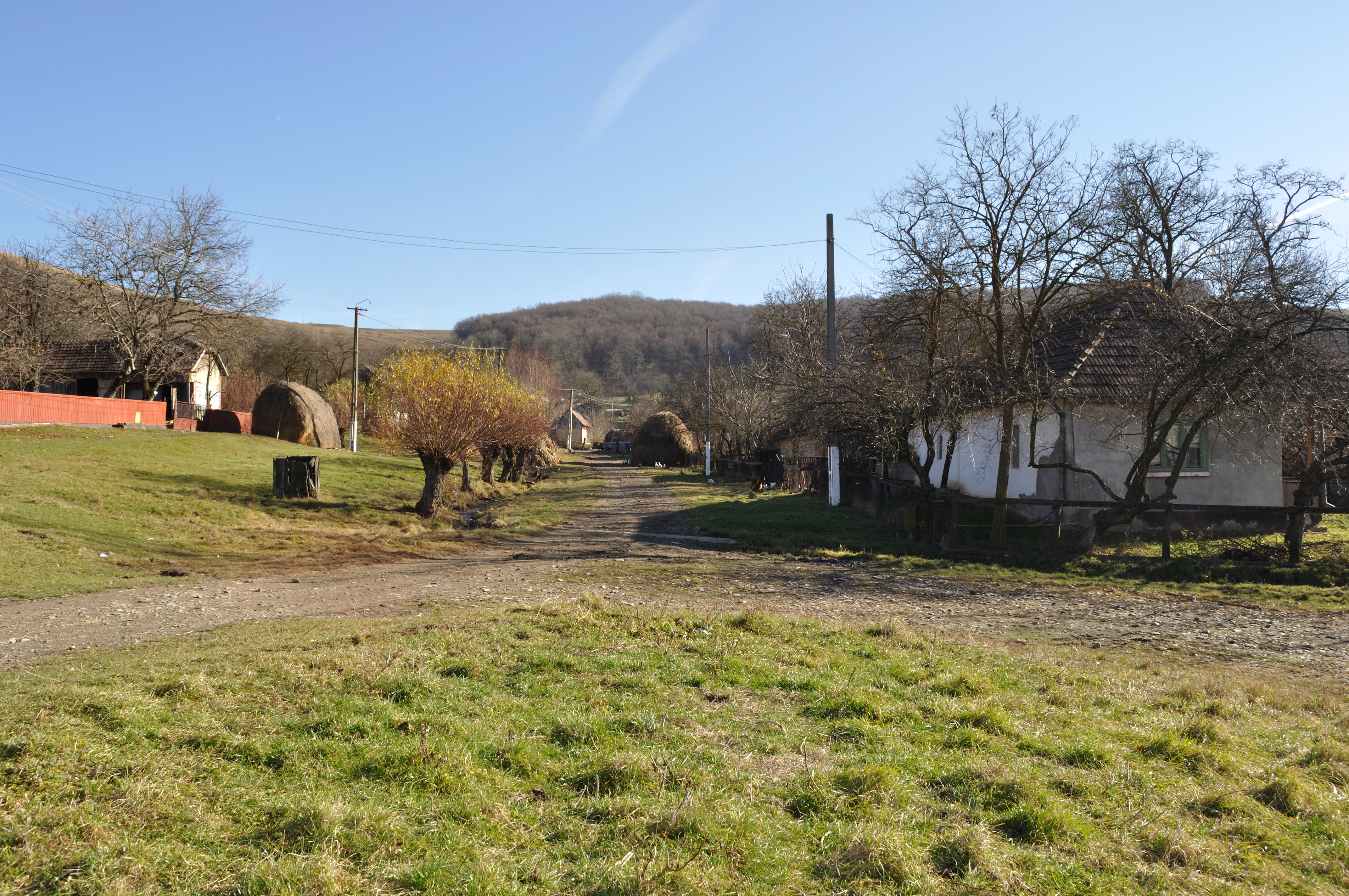
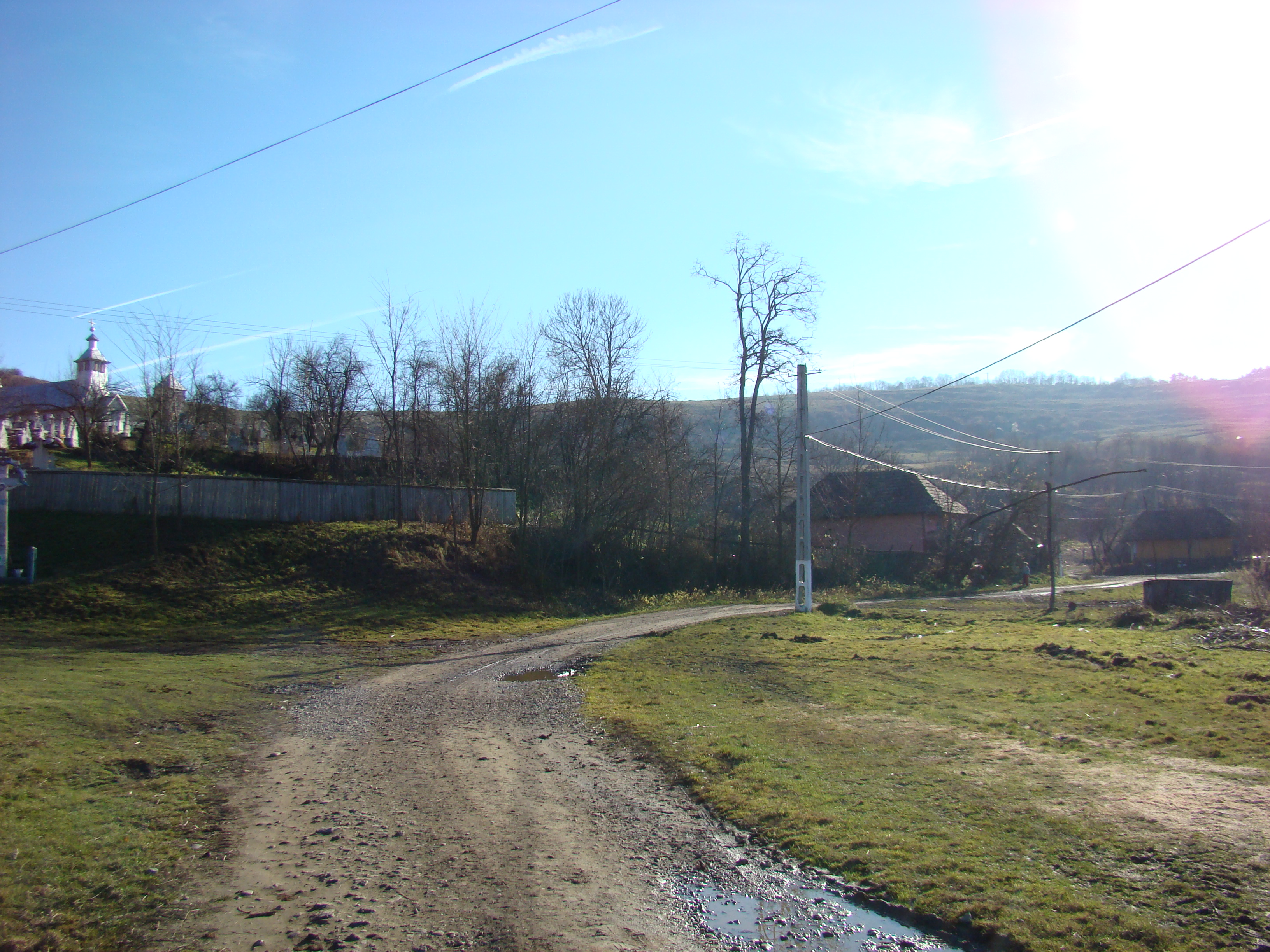

## Vezi și
- Biserica de lemn din Țăgșoru